# جان شمعون
جان خليل شمعون مخرج سينمائي لبناني ملتزم. ينتمي إلى الجيل المؤسس للسينما اللبنانية الجديدة، أي جيل برهان علوية ومارون بغدادي. أخرج جان شمعون وأنتج مع زوجته السينمائية مي المصري مجموعة من الأفلام التي نالت الكثير من الجوائز العالمية وعرضت في أكثر من مئة بلد في العالم. وقد نال جان شمعون جائزة «لوكينو فيسكونتي» الإيطالية عن مجمل أعماله.

## نبذة
ولد جان شمعون في لبنان عام 1944، حصل على إجازة السينما من جامعة باريس الثامنة - فإنسان- وشهادة الفنون الدرامية من لبنان. درّس السينما في معهد الفنون الجميلة في لبنان من 1976 إلى 1983. عمل في التلفزيون والإذاعة والمسرح، أنشأ مع مي المصري ميديا للتلفزيون والسينما و«نور للإنتاج».
أخرج العديد من الأفلام الوثائقية التي حازت على جوائز في مهرجانات دولية، قبل أن يحقق فيلمه الروائي الطويل الأول «طيف المدينة» عام 2000.
توفي في بيروت بتاريخ 9 آب 2017م.

## أعماله

### أفلامه السينمائية
- «أرض النساء» وثائقي درامي 2004،
- «طيف المدينة» روائي 2000،
- «رهينة الانتظار» وثائقي 1994،
- «أنشودة الأحرار» وثائقي 1978،
- «تل الزعتر» وثائقي 1976.

فيلم يوميات بيروت لشمعون ومصري

أما أفلام شمعون المشتركة مع مي المصري فهي:
- «تحت الأنقاض» وثائقي 1982،
- «زهرة القندول» وثائقي درامي 1985،
- «بيروت جيل الحرب» وثائقي 1989،
- «أحلام معلقة» وثائقي 1992
- «يوميات بيروت»، 2006.

### أعماله الإذاعية
- بعدنا طيبين، قول الله مع ذياد الرحباني

## وصلات خارجية
- جان شمعون يصوّر للتاريخ
- جان شمعون - hollywood.com
- تسجيلات بعدنا طيبين، قول الله